# Lorenzo Colombo (Fußballspieler)
Lorenzo Colombo (* 8. März 2002 in Vimercate) ist ein italienischer Fußballspieler. Der Mittelstürmer steht bei der AC Mailand unter Vertrag und ist aktuell an den CFC Genua ausgeliehen.

## Karriere

### Verein
Jugend bei der AC Mailand
Colombo durchlief bis 2020 die verschiedenen Jugendabteilungen der AC Mailand. Zur Spielzeit 2018/19 wechselte Colombo in die U19-Abteilung der Mailänder und absolvierte in seiner ersten Saison in der höchste italienische Spielklasse für Fußball-Nachwuchsmannschaften 8 Spiele und erzielte dabei kein Tor. Die Jugendmannschaft der AC Mailand beendete die Saison auf dem 15. Platz und stieg in die 2. Liga ab. In der folgenden Spielzeit gelang der U19-Jugendmannschaft der direkte Wiederaufstieg in die 1. Liga und Colombo erzielte trotz eines Mittelfußbruches 9 Tore in 6 Spielen.
AC Mailand
Im Mai 2020 wurde Colombo von Trainer Stefano Pioli in die 1. Mannschaft der AC Mailand einberufen. Am 12. Juni 2020 folgte das Debüt von Colombo im Halbfinale des italienischen Pokals gegen Juventus Turin, als er in der 82. Spielminute für Lucas Paquetá eingewechselt wurde. In der folgenden Spielzeit 2020/21 kam Colombo in der Hinrunde wettbewerbsübergreifend auf 9 Kurzeinsätze und erzielte dabei im Qualifikationsspiel für die Europa League gegen FK Bodø/Glimt im September 2020 sein erstes Tor für die 1. Mannschaft der AC Mailand.
Leihe zur US Cremonese
Nach der Verpflichtung des Stürmers Mario Mandžukić wechselte Colombo im Januar 2021 für den Rest der Saison per Leihe in die Serie B zur US Cremonese. Sein Debüt in der zweiten Liga absolvierte Colombo direkt am 31. Januar als der beim Auswärtsspiel gegen die AS Cittadella in der 66. Spielminute für Luca Strizzolo eingewechselt wurde. Das erste und einzige Tor für US Cremonese folgte am 13. März beim 3:0-Heimsieg gegen die AC Reggiana. Insgesamt kam Colombo auf 13 Einsätze für Cremonese, wobei er bei keinem dieser Spiele in der Startelf stand und immer erst im Laufe der zweiten Halbzeit eingewechselt wurde.
Leihe zu SPAL Ferrara
Im Juli 2021 wechselte Colombo per Leihe für den Rest der Saison in die Serie B zu SPAL Ferrara. Sein Debüt für SPAL absolvierte Colombo direkt im August bei der 2:1-Niederlage in der 1. Runde des italienischen Pokals gegen Benevento Calcio. Colombo war auf Anhieb ein wichtiger Bestandteil der 1. Mannschaft und absolvierte in dieser Spielzeit 34 Spiele für SPAL und erzielte dabei 6 Tore.
Leihe zu US Lecce
Zur Spielzeit 2022/23 folgte die Leihe mit Kaufoption zu Aufsteiger US Lecce in die Serie A. Sein Debüt für Lecce gab Colombo im August 2023 bei der 2:3-Niederlage gegen die AS Cittadella in der 1. Runde des italienischen Pokals, bei welcher er in der 67. Spielminute für Assan Ceesay eingewechselt wurde und daraufhin auch sein erstes Tor für Lecce erzielte. Ebenfalls im August 2023 erzielt er beim 1:1 gegen den SSC Neapel seinen ersten Tor in der Serie A, welches außerdem noch zum Tor des Monats ausgezeichnet wurde. Colombo absolvierte in dieser Spielzeit 34 Pflichtspiele und erzielte dabei 6 Tore. Die US Lecce zog im Juni 2023 die Kaufoption für Colombo, woraufhin die Mailänder die Rückkaufoption nutzen und der Stürmer zur AC Mailand zurückkehrte.
Leihe zur AC Monza
Im Sommer 2023 absolvierte Colombo die komplette Saisonvorbereitung mit den Mailändern und wechselte erst kurz vor Ende des Transferfensters per Leihe für die Spielzeit 2023/24 zur AC Monza. Bereits einen Tag nach seinem Transfer debütierte er für Monza, als er beim Ligaspiel gegen Atalanta Bergamo in der 60. Spielminute für Dany Mota eingewechselt wurde. Sein erstes Tor für Monza erzielte er Anfang Oktober 2023 beim 0:1-Auswärtssieg gegen die US Sassuolo Calcio. Für Monza absolvierte er in dieser Saison insgesamt 25 Ligaspiele und erzielte dabei 4 Tore.
Leihe zum FC Empoli
Ende Juli 2024 wechselte er leihweise mit Kaufoption zum FC Empoli. Für Empoli stand Colombo in 37 von 38 möglichen Ligaspielen auf dem Spielfeld und erzielte dabei sechs Tore. Ebenso kam er in allen sechs Pokalspielen zum Einsatz, in denen der Verein erstmals das Halbfinale des Wettbewerbs erreichte, dort jedoch dem späteren Pokalsieger FC Bologna unterlag. In der Liga beendeten Colombo und der FC Empoli die Saison auf dem 18. Tabellenplatz, was den Abstieg in die Serie B bedeutete.
Leihe zum CFC Genua
Am 28. Juli 2025 hat CFC Genua auf seiner offiziellen Website die Verpflichtung des Angreifers Lorenzo Colombo verkündet. Der Leihvertrag für den Sturmer gilt bis zum Saisonende 2025/26 und umfasst eine Kaufoption bzw. eine Kaufpflicht, die bei Erfüllung bestimmter Bedingungen verpflichtend wird.

### Nationalmannschaft
Seit 2017 durchläuft Colombo die Junioren-Nationalmannschaften Italiens. Mit der U17-Auswahl der Italiener nahm Colombo an der U17-Europameisterschaft 2018 und der U17-Europameisterschaft 2019 teil, beides Mal verlor man das Finale gegen die U17-Auswahl der Niederlande. Im letzten Gruppenspiel der U21-Europameisterschaft 2021 absolvierte Colombo sein Debüt für die U21-Auswahl von Italien als er in der 73. Spielminute für Giacomo Raspadori eingewechselt wurde, Italien schied später im Viertelfinale gegen Portugal aus. Auch im Jahr 2023 nahm Colombo an der U21-Europameisterschaft teil, nach Niederlagen gegen Frankreich und Norwegen schied Italien allerdings schon in der Gruppenphase aus.